# ورنبوورت
ورنبوورت (به هلندی: Varenbuurt) یک منطقهٔ مسکونی در هلند است که در Rotterdam municipality واقع شده‌است.